# Willisville (Arkansas)
Willisville est un village situé dans l’État américain de l'Arkansas, dans le comté de Nevada.